# هومر پلسی

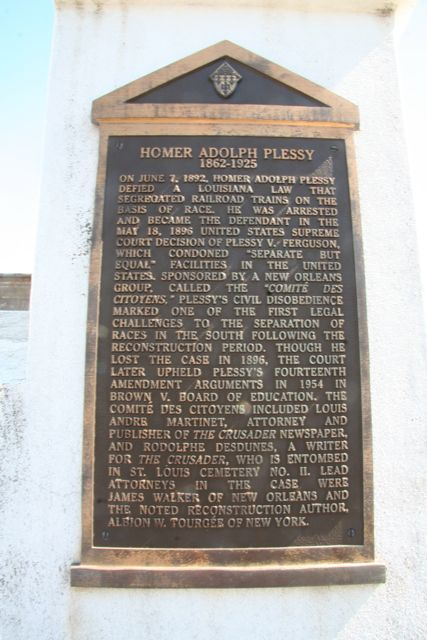
پلاک برنزی در کنار آرامگاه پلسی در نیواورلئان، لوییزیانا

هومر آدولف پلسی (۱۷ مارس ۱۸۶۲–۱ مارس ۱۹۲۵) شاکی پروندهٔ نژادی کریول لوئیزیانا برای رأی دیوان عالی آمریکا در پروندهٔ پلسی - فرگوسن بود.
وی پس از بازداشت، محاکمه و محکومیت در نیواورلئان به جرم نقض یکی از قوانین تبعیض نژادی لوئیزیانا، از طریق دادگاه‌های ایالتی لوئیزیانا از دادگاه عالی آمریکا تاررتارتاراتراتردرخواست تجدید نظر کرد و باز هم محکوم شد. رأی "برابر ولی جدا " که دادگاه علیه او صادر کرد عواقب مهمی برای حقوق مدنی در آمریکا داشت. این تصمیم، تبعیض نژادی در هر نقطه از آمریکا را به صرف ایالتی بودن حکم مجاز می‌شمرد، به شرط این که امکانات ارائه شده برای هر دو نژاد سیاه و سفید ظاهراً "برابر" باشد.
پلسی از فرانسوی زبانان کریول بود (نک اکترون) و در روز سنت پاتریک در سال ۱۸۶۲ در شرایطی به دنیا آمد که نیروهای فدرال تحت رهبری ژنرال بنجامین فرانکلین باتلر، در نتیجه جنگ داخلی آمریکا و بازسازی لوئیزیانا را اشغال کرده و سیاهان نیواورلئان اسیر در این ایالت را آزاد کرده بودند. سیاهان می‌توانستند با هر کس می‌خواهند ازدواج کنند، روی هر صندلی اتوبوس که می‌خواهند بنشینند و دوران کوتاهی حتی به مدارس یکپارچه رفتند. [۱]
پلسی وقتی بزرگ شد متوجه شد پس از خروج نیروهای فدرال در سال ۱۸۷۷ به دستور رئیس جمهور آمریکا رادرفورد ب. هیز تمام دستاوردهای دوران اشغال فدرال از بین رفته و اوضاع به همان منوال درآمده‌است که پیش از آن بوده‌است. [۲]
پلیسی به خاطر رنگ «درست» پوستش می‌توانست سوار قطاری بشود که فقط سفیدها حق داشتند از آن استفاده کنند ولی بر اساس سیاست‌های نژادپرستانه آن زمان او یک اکترون بود به این معنی که یک هشتم نژاد سیاه را در خود دارد. کمیته شهروندان نیواورلئان (Comité des Citoyens) با هدف مبارزه با قوانین تبعیض نژادی از پلسی کمک خواست تا مرتکب نقض عامدانه قانون ۱۸۹۰ تفکیک نژادی لوئیزیانا در ماشین‌ها بشود. کمیته مشخصا برای اعلام این مفهوم قصد پلسی به ورود به قطار را اعلام کرد و این خلاف قانون بود چون برای این منظور باید واگن‌های بیشتری به قطار اضافه می‌کردند. [۲]
در ۷ ژوئن ۱۸۹۲، پلسی یک بلیط درجه یک خرید و سوار قطاری شد که از نیواورلئان حرکت می‌کرد و در بخش مخصوص سفیدها نشست. کمیته یک کارآگاه خصوصی با اختیار بازداشت را اجیر کرده بود تا در تقاطع خیابان‌های پرس و رویال، پلسی را پیاده کند و مطمئن باشد او به جرم نقض قانون تفکیک نژادی در ماشین‌ها دستگیر شد و به بزه دیگری متهم نیست. [۲]
همه چیز بر اساس برنامه‌ریزی کمیته سازماندهی رخ داد به غیر از تصمیم ۱۸۹۶دادگاه عالی.[کیت] مدلی می‌گوید: " ترکیب دادگاه عالی آمریکا در آن زمان بیشتر به تفکیک نژادی متمایل بود و کمیته می‌دانست احتمالاً پرونده را می‌بازد ولی تصمیم گرفته بود برای پیشبرد آرمانش تلاش کند. برای آن‌ها اسباب افتخار بود که مبارزه را تا انتها ادامه بدهند. "[۲]

## زندگی
هومر پلسی با نام هومر پاتریس پلسی (Homère Patrice Plessy) در ۱۷ مارس ۱۸۶۲ از ژوزف آدولف پلسی و روزا دبرگ به دنیا آمد که اعضای جامعه فرانسوی زبان کریول نیواورلئان بودند. [۳] عضو دیگر همین جامعه کریول والتر کوهن (Walter L. Cohen) بود که هموطن پلسی است و از سوی ویلیام مک کینلی (William McKinley.) رئیس‌جمهور آمریکا به سمت بازرس گمرک نصب شد. [۴]
جد پدری هومر پلسی، ژرمن پلسی، یک فرانسوی سفید متولد ۱۷۷۷در بوردو بود. [۵] ژرمن پلسی یکی از هزاران مهاجر فرانسوی بود که پس از شورش بردگان به رهبری توسن اوورتور (Toussaint L'Ouverture) و خارج کردن هائیتی از چنگ ناپلئون در سال‌های دهه ۱۹۷۰، از سن دومینیک (Saint Dominique) به نیو اورلئان فرار کردند. [۵] ژرمن پلسی با کاترین متیو که یک زن آزاد و رنگین پوست بود ازدواج کرد و هشت فرزند به دنیا آوردند که پدر هومر پلسی، ژوزف آدولف پلسی یکی از آن‌ها بود [۵].
نام فامیل میانی هومر پلسی در گواهی تولد از نام پدرش آدولف گرفته شده‌است. پدرش یک نجار بود. پلسی متعلق به بخش فرانسوی زبان کریول لوئیزیانا بود که جامعه آمریکا آن‌ها را درک نمی‌کرد و نمی‌پذیرفت. پلسی به عنوان یک فرانسه زبان بزرگ شد و پدر وقتی هومر هفت ساله بود از دنیا رفت. در سال ۱۸۷۱، روزا دبرگ مادر هومر پلسی که خیاط بود با ویکتور ام دوپار (Victor M. Dupart) ازدواج کرد که کارمند اداره پست آمریکا بود و در ساعت فراغتش برای کسب درآمد بیشتر کفاش می‌کرد. پلسی به این ترتیب کفاش شد. در طول سال‌های دهه ۱۸۸۰ او در فروشگاه پاتریسیو بریتو (Patricio Brito) به کسب و کار تولید کفش در خیابان دومین (Dumaine) نزدیک حصار شمالی (North Rampart) کار می‌کرد. در سیاهه مشاغل نیواورلئان بین سال‌های ۱۸۸۶–۱۹۲۴ شغل او به عنوان کفاش، کارگر، کارمند و نماینده بیمه ضبط شده‌است. [۶]
در سال ۱۸۸۷ پلسی معاون باشگاه عدالت، حفاظت و آموزشی اجتماع (باشگاهJustice, Protective, Educational, and Social Club) شد، باشگاهی که در جهت اصلاح آموزش و پرورش عمومی در نیواورلئان تلاش می‌کرد. در سال ۱۸۸۸ در سن بیست و پنج سالگی با دختر نوزده ساله‌ای به نام لوئیز بوردناو (Louise Bordenave) ازدواج کرد و عقد آن دو را پدر ژوزف سوبیلو (Father Joseph Subileau) در کلیسای سنت آگوستین (St. Augustine Church) جاری کرد که در پلاک ۱۲۱۰ خیابان فرماندار نیکولز (Gov. Nicholls Street) در نیواورلئان قرار دارد [۷] کارفرمای پلسی به نام بریتو (Brito) شاهد ازدواج آن دو بود. در سال ۱۸۸۹ پلسی و همسرش به فوبور ترمه (Faubourg Tremé) در بخش شمالی خیابان کالیبورن (North Claiborne Avenue) نقل مکان کردند. او برای رأی دادن در حوزه سوم بخش شش نام‌نویسی کرد. در سن سی سالگی هومر پلسی کفاش، جوان تر از اغلب اعضای کمیته شهروندی بود و عقبه سیاسی درخشان، قابلیت‌های ادبی، فراست شغلی و امتیازات قانونی آن‌ها را نداشت. او یک ویژگی مهم داشت و آن این که این قدر سفید بود که بتواند سوار قطار بشود و این قدر سیاه بود که به خاطر این کار دستگیر شود. این مرد کفاش به دنبال تأثیر گذاشتن بر جامعه بود، تأثیری بیشتر از کفش‌سازی صرف. وقتی پلسی کودک بود، شوهر مادرش یکی از امضا کنندگان جنبش یگانه‌سازی (Unification Movement) 1873 بود که برای ایجاد برابری در لوییزیانا تلاش می‌کرد. وقتی خودش بزرگ شد به قدری آگاهی اجتماعی داشت که معاون گروه اصلاحات آموزشی شد. در سال ۱۸۹۲ او داوطلب مأموریتی شد که عواقب غیرقابل پیش‌بینی داشت. وکلای کمیته آلبیون تورجه (Albion Tourgee) جیمز سی واکر (James C. Walker) و لوئی مارتینه (Louis Martinet) استراتژی حقوقی را بر عهده داشتند. خزانه دار پل بنسنیور (Paul Bonseigneur) مسوول امور مالی بود. رودولف دسدون (Rodolphe Desdunes) یکی از اعضای روزنامه جنگجوی صلیبی (The Crusader) بود که مطالب الهام بخشی می‌نوشت. نقش پلسی چهار مرحله داشت: خریدن بلیط، سوار شدن به قطار، دستگیری و زندانی شدن.[۸]

## پروندهٔ پلسی فرگوسن
کمیته شهروندان یک گروه حقوق مدنی متشکل از آمریکایی‌های سیاه، سفید و کرئول بود و به شدت در برابر قانون تفکیک نژادی در ماشین‌ها که اخیراً به تصویب رسیده بود و سایر قوانین نژادپرستانه موضع می‌گرفت. آن‌ها یک وکیل نیویورکی سفید به نام آلبیون تورجه داشتند که قبلاً برای حقوق آمریکایی‌های سیاه مبارزه کرده بود.
در سال ۱۸۹۲، کمیته شهروندان از پلسی خواست بپذیرد با سوار شدن به یک قطار مسافربری قانون تفکیک نژادی در ماشین‌های لوئیزیانا را نقض کند. در ۷ ژوئن ۱۸۹۲، پلسی که در آن زمان سی ساله و از نظر رنگ پوست و ویژگی‌های فیزیکی شبیه یک مرد سفید بود یک بلیط درجه یک برای قطار شرق لوئیزیانا خرید که بین نیواورلئان و کاوینگتون (Covington) حرکت می‌کرد. کاوینگتون همان جایی است که امروز حومه سنت تامانی پاریش (St. Tammany Parish) نامیده می‌شود. او در " بخش مخصوص سفید پوستان " نشست، و وقتی مسوول بلیت‌ها آمد، به او گفت "من هفت هشتم سفید هستم" و حاضر نیستم در "بخش مخصوص سیاه پوستان" بنشینم. کارآگاه کریس کین (Chris C. Cain) بلافاصله پلسی را بازداشت کرد، به زندان اورلئانز فرستاد و روز بعد با سپردن وثیقه ۵۰۰ دلاری وی را آزاد کرد.
پرونده پلسی یک ماه پس از دستگیری در حضور قاضی جان هوارد فرگوسن (John Howard Ferguson) شنیده شد. ترجوه می‌گفت حقوق مدنی پلسی، بر اساس قوانین ۱۳ و ۱۴ اصلاحیه قانون اساسی آمریکا نقض شده‌است. اما فرگوسن این استدلال را رد کرد و حکم داد که لوئیزیانا، بر اساس قانون دولتی می‌تواند قوانینی تنظیم کند که بر کسب و کار راه‌آهن حاکم بشود.
دیوان عالی لوئیزیانا رأی فرگوسن را تأیید کرد و از شنیدن دادرسی مجدد خودداری کرد، اما اجازه دادخواست حکم خطا داد. این درخواست در در آوریل ۱۸۹۶ در دیوان عالی آمریکا پذیرفته شد و چهار سال بعد، بحث هایای در مورد پرونده پلسی فرگوسن آغاز شد. تورجه می‌گفت استدلال کرد که ایالت لوییزیانا ناقض متمم سیزدهم قانون اساسی است که به بردگان آزادی داده است و نیز متمم چهاردهم قانون اساسی که می‌گوید «هیچ ایالتی نباید قانونی وضع یا اعمال کند که امتیازات و مصونیت شهروندان آمریکا را محدود می‌کند یا افراد را از زندگی، آزادی و مالکیت، بدون طی مراحل قانونی محروم می‌کند».
در ۱۸ مه، ۱۸۹۶، قاضی هنری بیلینگز براون (Henry Billings Brown) رأی اکثریت را در حمایت از دولت لوئیزیانا ارائه داد و بخشی از آن می‌گفت "هدف از متمم چهاردهم قانون اساسی بدون شک اجرای برابری مطلق دو نژاد در برابر قانون است، اما ماهیتا نمی‌تواند اسباب لغو تمایزات نژآد یا ایجاد برابری اجتماعی به شیوه‌ای جدا از برابری سیاسی، یا ترکیب دو نژاد بشود به ترتیبی که شرایط نامطلوبی برای هر دو طرف ایجاد بشود ... دو نژاد فقط وقتی در شرایط برابری اجتماعی قرار می‌گیرند که هر دو داوطلبانه رضایت بدهند. "
تنها رأی مخالف از آن قاضی جان مارشال هارلن (John Marshall Harlan) بود که یک جمهوری خواه اهل کنتاکی بود. قاضی تراز اول هارلن در رأی مخالف خود نوشت: "من معتقدم اساس نامه لوئیزیانا مغایر با آزادی‌های فردی شهروندان سفید و نیز شهروندان سیاه در آن ایالت است و با نص و روح قانون اساسی آمریکا همخوانی ندارد ."
قانون «مجزا اما مساوی» که در پرونده پلسی تبدیل به رویه شد تا سال ۱۹۵۴ بر جا ماند و در آن سال با رأی دیوان عالی آمریکا در پرونده براون - هیئت آموزش و پرورش لغو شد. دست آخر قانون حقوق مدنی فدرال مصوب سال ۱۹۶۴ آن را به‌طور کامل لغو نمود. پرونده پلسی ربطی به آموزش و پرورش نداشت ولی رأی این دادگاه مبنایی قانونی برای تأسیس مدارس جداگانه فراهم نمود که پنجاه و هشت سال به قوت خود باقی ماند.

## زندگی پلسی پس از رای دادگاه عالی
پس از حکم دیوان عالی کشور، دیگر نامی از پلسی نبود. او فرزندانی به دنیا آورد، در فعالیت‌های دینی و اجتماعی جامعه شرکت کرد برای شرکت بیمه عمر مردم، حق بیمه فروخت و جمع‌آوری کرد. پلسی در سال ۱۹۲۵ در سن شصت و دو سالگی مرد و روی سنگ قبر او نوشتند"هومر پلسی، همسر محبوب لوئیز بردناو، متوفی به یکشنبه، ۱ مارس ۱۹۲۵، ۵:۱۰ " او در آرامگاه خانوادگی دبرگ بلانکو (Debergue-Blanco) در قبرستان سنت لوئیس # 1 (Saint Luois #۱) به خاک سپرده شد.

## تابلوی تاریخی هومر پلسی

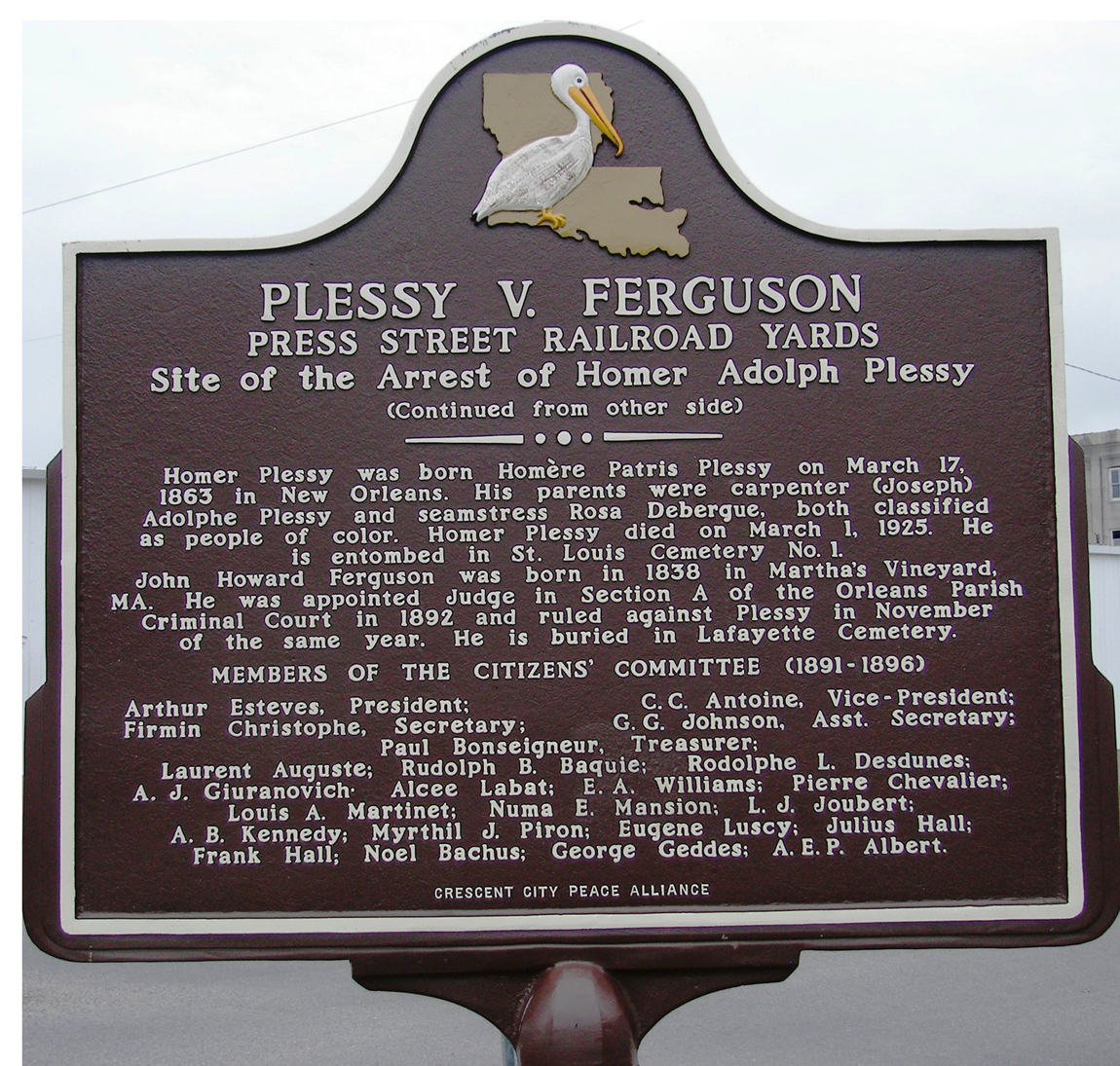
طرف دوم تابلوی تاریخی که در تاریخ ۱۲ فوریه ۲۰۰۹ نصب شد و دستگیری هومر پلسی را گرامی می‌دارد که با هدف نقض قانون تبعیض‌آمیز دولتی انجام شد.

در تاریخ ۱۲فوریه ۲۰۰۹، بنیاد پلسی و فرگوسن نیواورلئان برای بزرگ داشت اقدامات جنبش حقوق مدنی یک تابلوی تاریخی در کنج خیابان‌های پرس و رویال قرار دادند، همان‌جا که هومر پلسی در نیواورلئان در سال ۱۸۹۲ دستگیر شده بود. [۹]
در ۱۰ فوریه ۲۰۰۹، کیت پلسی و فیب فرگوسن فرزندان دو طرف پرونده دیوان عالی کشور، با هم در برابر دوربین ایستگاه تلویزیونی WLTV در نیواورلئان ظاهر شدند [۱۰] و خبر تشکیل بنیاد پلسی و فرگوسن برای آموزش و پرورش، ترویج و توسعه را اعلام کردند. این بنیان برای ایجاد راه‌های جدید تدریس تاریخ حقوق مدنی از طریق فیلم، هنر، و برنامه‌های عمومی تلاش می‌کند تا اثر این پرونده تاریخی را بر وجدان آمریکایی‌ها بشناساند. کیت پلسی و فیب فرگوسن در کنار هم به ایستگاه راه آهن نیواورلئان رفتند، همان جایی که به هومر پلسی اجازه نشستن داده نشد. [۱۱]